# Sean McColl
Sean McColl (* 3. září 1987, North Vancouver, Kanada) je kanadský reprezentant ve sportovním lezení na obtížnost, rychlost a v boulderingu, je jedním z nejznámějších všestranných závodních lezců na světě. Má šest medailí (2/4/0) z celkového hodnocení v kombinaci na světovém poháru, což se hodnotí jako součet bodů nejméně ve dvou disciplínách, v lezení na obtížnost získal stříbrnou medaili a v boulderingu bronzovou. Věnuje se také stavění cest pro některé mezinárodní závody.
V povědomí lezců je také jako dobrý závodník v lezení na rychlost, souhrn výsledků níže však ukazuje, že v této disciplíně byl daleko úspěšnější spíše mezi juniory a ani jeho nejlepší časy (okolo 8 s) již nestačí na světové finalisty (pod 6 s), lepší výsledky dosahuje v boulderingu a zejména v obtížnosti. V letech 2008—2011 se světových závodů na rychlost neúčastnil vůbec, nyní má však za umístění v této disciplíně další body do součtu pro kombinaci, kde získává další medaile. Patří však stále mezi hrstku lezců, kteří závodí ve všech třech disciplínách a v boulderingu se dříve nezávodilo, natož na juniorských závodech. Jeho aktivní závodní účast a tím také schopnost trénovat a regenerovat mezi jednotlivými závody i lezením venku je obdivuhodná, i když se zejména v počátku neúčastnil všech kol závodů a v některých městech se závodilo současně ve více disciplínách zároveň.
V roce 2012 se stal vicemistrem světa v lezení na obtížnost, mistrem Ameriky v lezení na obtížnost a vicemistrem Ameriky v boulderingu, v lezení na rychlost se těsně nedostal do finále.

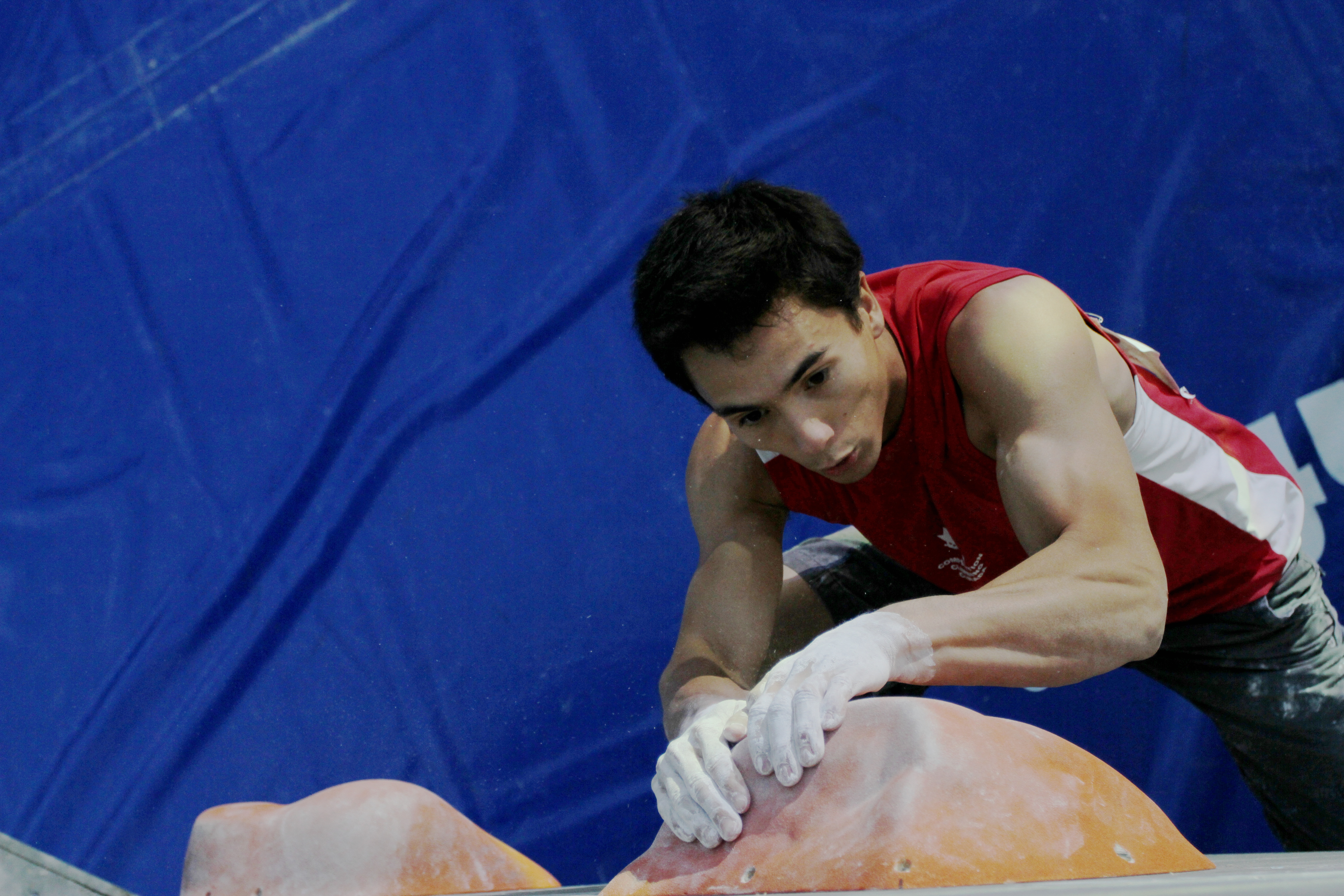
Sean McColl ve finále Světového poháru 2012 v boulderingu

## Úspěchy a ocenění
- 2006: stal se prvním pětinásobným zlatým medailistou na mistrovství světa juniorů (obtížnost + rychlost během pěti let v kategoriích A, B, J).
- Několikanásobná nominace na prestižní závody Arco Rock Master
- V roce 2014 vyhrál finálový závod "American Ninja Warrior: USA VS The World" a dovedl Evropský tým k vítězství.

### Výstupy ve skalách
- 2009: Dreamcatcher 9a (5.14d), Squamish, Kanada, druhý přelez[2]
- 2010: Punt-X 9a, Gorges Du Loup, Francie
- Nagual V13, flash

### Přehled umístění na závodech
- neúplný výčet, chybí zejména výsledky z amerických mistrovství

| Závod                              | Rok a Město                      | Obtížnost                | Rychlost                | Bouldering                 | Kombinace         |
| ---------------------------------- | -------------------------------- | ------------------------ | ----------------------- | -------------------------- | ----------------- |
| Mistrovství světa                  | 2007 Avilés                      | 41.—42. místo            | —                       | 25.—26. místo              | —                 |
| Mistrovství světa                  | 2009 Xining                      | 5. místo (finále)        | 43. místo               | 6. místo (finále))         | ?                 |
| Mistrovství světa                  | 2011 Arco                        | 13. místo (semifinále)   | 53. místo               | 11. místo (semifinále))    | —                 |
| Mistrovství světa                  | 2012 Paříž                       | místo                    | 43. místo               | 4. místo (finále)          | —                 |
| Mistrovství světa                  | 2014 Mnichov / Gijón             | 6. místo (finále)        | 26. místo               | 9. místo (semifinále)      | —                 |
| Světový pohár                      | 2008 celkově                     | 9. místo                 | —                       | 8.—9. místo                | 6. místo          |
| Světový pohár                      | 2008 jednotlivě                  | —,6.,.,7.,10.,—          | —                       | —,4.,.,10.,—,—,—           | —                 |
| Světový pohár                      | 2009 celkově                     | 12.—13. místo            | —                       | 11. místo                  | 6. místo          |
| Světový pohár                      | 2009 jednotlivě                  | —,—,—,.,4.,12.           | —                       | 25.—26.,—,.,9.,—           | —                 |
| Světový pohár                      | 2010 celkově                     | 43.—45. místo            | —                       | 11. místo                  | 6. místo          |
| Světový pohár                      | 2010 jednotlivě                  | —,—,—,—,—,19.            | —                       | 21.,7.,.,—,16.,—,—         | —                 |
| Světový pohár                      | 2011 celkově                     | 11. místo                | —                       | 13. místo                  | místo             |
| Světový pohár                      | 2011 jednotlivě                  | 5.,.,.,—,7.,6.,—,—,—,15. | —                       | 19.,16.,9.,11.,15.,.,—,—,— | —                 |
| Světový pohár                      | 2012 celkově                     | 4. místo                 | 24.—25. místo           | 5. místo                   | . místo           |
| Světový pohár                      | 2012 jednotlivě                  | 12.,7.,.,.,7.,5.,—,.,.   | 15.,20.,—,—,26.,—       | .,.,9.,15.,—               | —                 |
| Světový pohár                      | 2013 celkově                     | 5. místo                 | 32. místo               | . místo                    | . místo           |
| Světový pohár                      | 2013 jednotlivě                  | 10.,.,.,—,.,10.,—        | 24.,24.,21.,—,28.,—,—   | 8.,4.,6.,4.,.,7.,9.,—      | —                 |
| Světový pohár                      | 2014 celkově                     | místo                    | 29. místo               | 6. místo                   | . místo           |
| Světový pohár                      | 2014 jednotlivě                  | .,5.,5.,5.,.,6.,9.,.     | 15.,26.,29.,31.,20.,—,— | 7.,.,.,8.,21.,—,—          | —                 |
| Světový pohár                      | 2015 celkově                     | 8. místo                 | 17. místo               | 8. místo                   | . místo           |
| Světový pohár                      | 2015 jednotlivě                  | .,—,13.,—,5.,11.         | 19.,33.,—,24.,7.        | —,—,.,5.,7.                | —                 |
| Arco Rock Master                   | 2010                             | 8. místo (finále)        | 28. místo               | 8. místo (semifinále))     | . místo (duel)*   |
| Arco Rock Master                   | 2011                             | MS                       | MS                      | MS                         | 16. místo (duel)* |
| Arco Rock Master                   | 2013                             | 4. místo                 | 28. místo (SP)          | 8.—11. místo               | . místo (duel)*   |
| Arco Rock Master                   | 2014                             | . místo                  | 29. místo (SP)          | —                          | . místo (duel)*   |
| Arco Rock Master                   | 2015                             | MSJ                      | MSJ                     | MSJ                        | . místo (duel)*   |
| Arco Rock Master                   | 2018                             | SP                       | SP                      | —                          | . místo (duel)*   |
| Psicobloc Masters                  | 2014                             | —                        | —                       | —                          | . místo (DWS)     |
| Severoamerické mistrovství         | 2006 Denver                      | . místo                  | . místo                 | nezávodilo se              | —                 |
| Severoamerické mistrovství         | 2008 Montreal                    | . místo                  | 5. místo (poslední)     | nezávodilo se              | —                 |
| Panamerické mistrovství            | 2012 San Juan                    | . místo                  | 9. místo (semifinále)   | . místo                    | ?                 |
| Mistrovství světa juniorů          | 2001 Imst, Kat. B                | 17.—18. místo            | 8. místo                | nezávodilo se              | —                 |
| Mistrovství světa juniorů          | 2002 Canteleu, Kat. B            | disk?                    | . místo                 | nezávodilo se              | —                 |
| Mistrovství světa juniorů          | 2003 Veliko Tarnovo, Kat. A      | . místo                  | ?                       | nezávodilo se              | —                 |
| Mistrovství světa juniorů          | 2004 Edinburgh, Kat. A           | . místo                  | ?                       | nezávodilo se              | —                 |
| Mistrovství světa juniorů          | 2005 Peking, Junioři             | 6. místo                 | 8. místo                | nezávodilo se              | —                 |
| Mistrovství světa juniorů          | 2006 Imst, Junioři               | . místo                  | . místo                 | nezávodilo se              | —                 |
| Severoamerické mistrovství juniorů | 2001 Berkeley, Kat. B            | . místo                  |                         |                            | —                 |
| Mistrovství Ameriky juniorů        | (2/1/0) bez bližších podrobností |                          |                         |                            |                   |
|                                    |                                  |                          |                         |                            |                   |

- Duel na Rock Masteru je lezení na obtížnost (ve stylu RP — s lanem zdola), kdy se kromě nejvýše dosaženého místa hodnotí i nejlepší čas, první v Topu (zde stopovací tlačítko časomíry) vítězí.